# XAF1
XAF1‏ (XIAP associated factor 1) هوَ بروتين يُشَفر بواسطة جين XAF1 في الإنسان.